# Joakim Lindner
Joakim Lindner (sinh ngày 22 tháng 3 năm 1991) là một cầu thủ bóng đá người Thụy Điển thi đấu cho Varbergs BoIS ở vị trí tiền vệ.
Anh là con trai của thủy thủ Magnus Olsson.